# اروپا اسپورت مدیا
اروپا اسپورت مدیا (به انگلیسی: European Sports Media) با (مخفف: ESM) به‌معنای رسانه ورزش‌های اروپا، یک انجمن نشریات ورزشی اروپا مربوط به فوتبال اروپا و بانی جایزه کفش طلا اروپا بود. لکن مؤید باشید..